# Petrus Wittewrongel

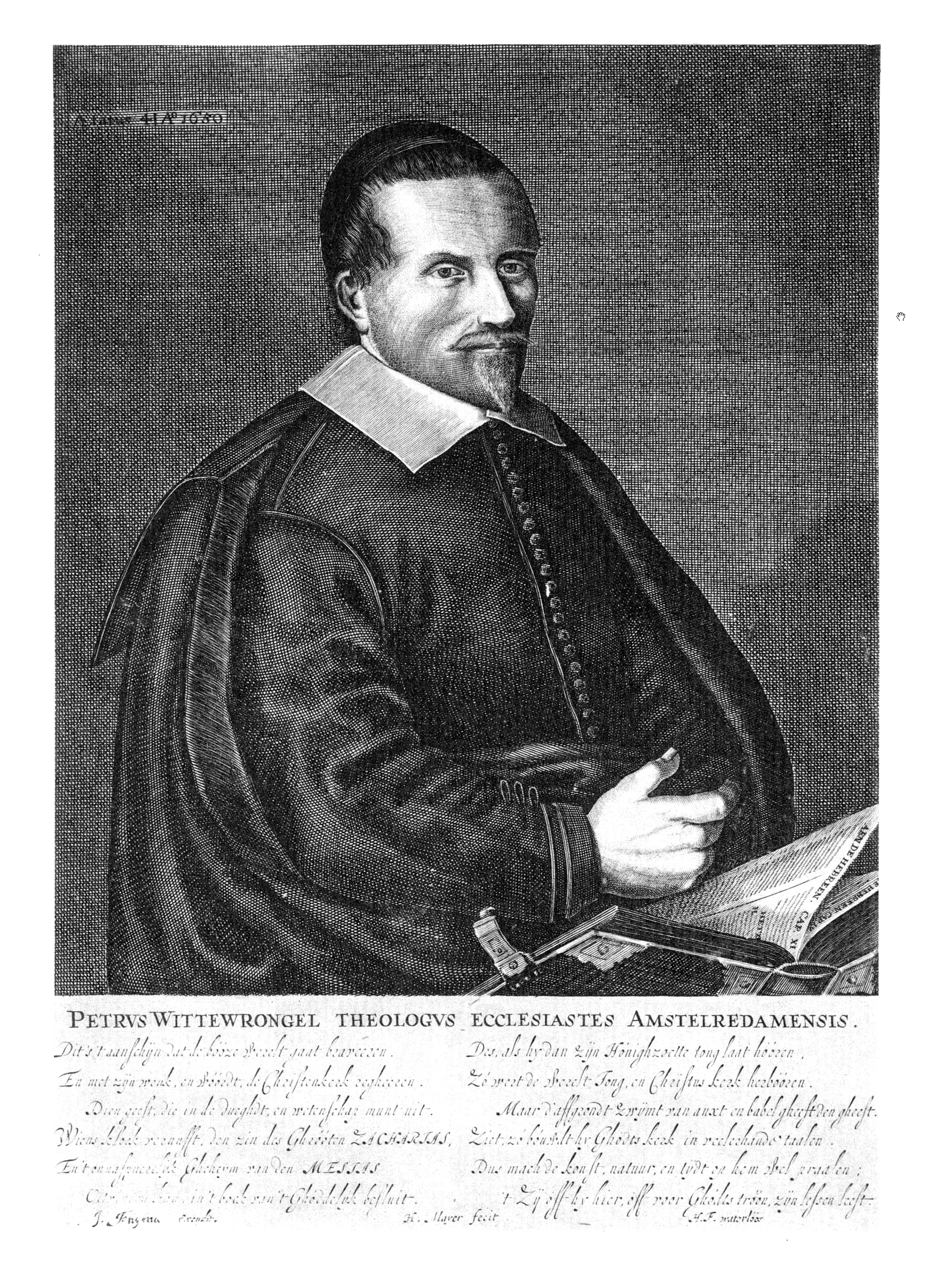
Petrus Wittewrongel

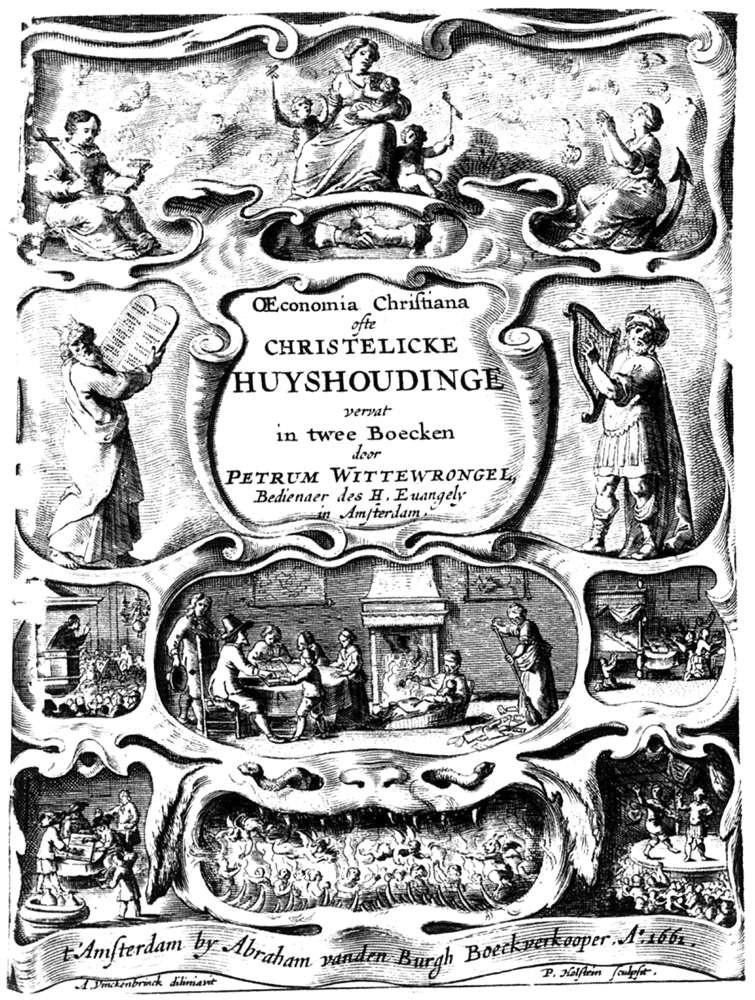
Titelpagina Oeconomia Christiana

Petrus Wittewrongel (of Wittevrongel) (Middelburg, 1609 - Amsterdam, 7 december 1662), was een tot de Nadere Reformatie behorende predikant in de Oude Kerk van Amsterdam, die vooral bekend is geworden door zijn boek "Oeconomia Christiana ofte Christelicke huyshoudinghe.." (1655), waarin hij aanwijzingen gaf hoe het gereformeerde geloof binnen het gezin en de gemeenschap in praktijk gebracht diende te worden. Wittewrongels aanvallen op het theater maakten hem een mikpunt van Joost van den Vondels hekeldicht "Uitvaart van Orfeus".

## Levensloop
Petrus Wittewrongel was de zoon van Gilles Wittewrongel en Margareta Loopers. Na zijn studie filosofie in Leiden, vanaf 1628, was hij achtereenvolgens predikant in Renesse (1632), Zierikzee (1636) en uiteindelijk vanaf 1638 tot zijn dood in Amsterdam. Wittewrongel was getrouwd met Apollonia van de Wille uit Middelburg. Het echtpaar kreeg twee zoons: Christiaan, predikant in Noord-Scharwoude en Brielle, en Petrus, predikant in Berkel en Leerdam. Wittewrongel was afgevaardigde naar de synode van Rotterdam (1641), afgevaardigde vanwege deze synode bij de Raad van State en gedeputeerde naar de synode van Gorinchem (1642). Hij was voorzitter van de Amsterdamse synodes van 1640 en 1658. Een nader bewijs van het aanzien dat Wittewrongel genoot in zijn tijd kan gezien worden in het feit dat hij de officiële opening verrichtte van het nieuwe diakonie-weeshuis van Amsterdam (1657).

## Leer
Petrus Wittewrongel was een dogmatisch fundamentalist: Niet alleen het geloof, maar het hele leven diende volgens Bijbelse normen en waarden geregeld te worden. Naar Engels puriteins voorbeeld (onder andere William Gouges "Of domestical duties" (1622), Thomas Gatakers huwelijkspreken en William Perkins) gaf hij in zijn "Oeconomia Chistiana, ofte christelicke huys-houdinge, bestiert naer den regel van het suyvere Woordt Godts" richtlijnen voor het door het (stads)bestuur te organiseren beleid ten opzichte van onder andere het eerbiedigen van de sabbat (kerkgang en zondagsrust), tegen de ketterij, dans, theater, roken, drinken, vloeken, godslastering, prostitutie en hanengevechten. Wittewrongel meende dat de gereformeerde kerk zich ook met de kledingstijl en het gebruik van sieraden van de burgers diende te bemoeien. Invoering van al deze regels zou leiden tot het vormen van goed bestuurde gereformeerde gezinnen: Elk gezin ".. een kleijne kercke ende republijcke selfs".
Indien de staat deze regels niet zou volgen dan meende Wittewrongel dat de gevolgen voor de Republiek der Zeven Verenigde Nederlanden fataal zouden zijn: De in zijn tijd woedende Eerste Engels-Nederlandse Oorlog zou worden verloren. Wittewrongel kritiseerde ook de vrijdenker Franciscus van den Enden, die hij uitmaakte voor een heimelijke 'paepsche schoolmeester'. Hoewel hij zijn beide zoons aan het Atheneum Illustre liet studeren veroordeelde hij deze hogeschool als 'een snoodsten winckel, niet van regtzinnigen, maar eerst van Arminianen, en daerna van Socinianen, en vervolgens een kweekschool van gedrogtelijkste gevoelens.'
In zijn 'Christelijke Huishoudinghe..' bekritiseerde Wittewrongel ook het theater, en dan vooral het gebruik van Bijbelse, gewijde, onderwerpen op het toneel. Zijn aanvallen waren vooral gemunt op Vondels Lucifer. Vondel reageerde met zijn 'Speelstrijt van Apollo en Pan' en met de 'Uitvaert van Orfeus' (beide 1654) waarin hij vooral Wittewrongel bespottelijk maakte ('een zeeslang wit van tong, zich wrong' en 'Trompetter van de Zeeuwen, gij terght een nest vol spreeuwen..'). Na het uitkomen van de tweede uitgebreide druk van de 'Christelijke Huishoudinghe..' (1661), waarvoor de schrijver overigens 250 gulden van de Amsterdamse magistraat ontving, ging Vondel opnieuw tegen Wittewrongel in de aanval, nu met zijn 'Tooneelschilt of Pleitrede voor het Tooneelrecht'.